# Children of the Corn (serie de filme)
Children of the Corn este o serie de filme de groază care începe cu Children of the Corn (De veghe în lanul de porumb), lansat în 1984 de New World Pictures. După lansarea celui de-al doilea film Children of the Corn II: The Final Sacrifice (De veghe în lanul de porumb 2: Sacrificiul final, 1992) și cumpărarea francizei de către Dimension Films, producțiile ulterioare au fost eliberate direct pe video și au ajuns să nu aibă nicio continuitate narativă, începând cu Children of the Corn III: Urban Harvest (1995). În 2009, a apărut un film TV o refacere a filmului original, acesta a fost lansat pe rețeaua Syfy via Fox 21 Television.

## Filme
| †                             | Filme lansate cinematografic  |
| Filme lansate direct pe video | Filme lansate direct-pe-video |
| T                             | Filme lansate la televiziune  |

| An   | Film                                           | Regizor            | Scenarist                  | Producător                                | Distribuitor       |
| ---- | ---------------------------------------------- | ------------------ | -------------------------- | ----------------------------------------- | ------------------ |
| 1984 | Children of the Corn †                         | Fritz Kiersch      | George Goldsmith           | Donald P. Borchers & Terence Kirby        | New World Pictures |
| 1992 | Children of the Corn II: The Final Sacrifice † | David Price        | A. L. Katz & Gilbert Adler | Scott A. Stone & David G. Stanley         | Dimension Films    |
| 1995 | Children of the Corn III: Urban Harvest        | James D. R. Hickox | Dode B. Levenso            | Brad Southwick & Gary DePew               | Dimension Films    |
| 1996 | Children of the Corn IV: The Gathering         | Greg Spence        | Stephen Berger             | Gary DePew & Jake Eberle                  | Dimension Films    |
| 1998 | Children of the Corn V: Fields of Terror       | Ethan Wiley        | Ethan Wiley                | Jeff Geoffray & Walter Josten             | Dimension Films    |
| 1999 | Children of the Corn 666: Isaac's Return       | Kari Skogland      | Tim Sulka & John Franklin  | Bill Berry, Jeff Geoffray & Walter Josten | Dimension Films    |
| 2001 | Children of the Corn: Revelation               | Guy Magar          | S. J. Smith                | Joel Soisson & Michael Leahy              | Dimension Films    |
| 2009 | Children of the Corn T                         | Donald P. Borchers | Fox 21 Television Studios  |                                           |                    |
| 2011 | Children of the Corn: Genesis                  | Joel Soisson       | Joel Soisson               | Aaron Ockman & Joel Soisson               | Dimension Films    |
| 2018 | Children of the Corn: Runaway                  | John Gulager       | Joel Soisson               | David Beckhan                             | Dimension Films    |

### Fundal
Inspirat din povestirea omonimă a lui Stephen King, primul film Children of the Corn prezintă un cuplu care este asediat de copii misterioși într-un mic oraș fictiv denumit Gatlin, Nebraska, iar continuarea sa începe imediat după evenimentele din primul film, concentrându-se în schimb asupra unui reporter și pe fiul său care investighează evenimentele primului film.
Începând cu cel de-al treilea film, Dimension a ales să producă filme de sine stătătoare neconectate narativ unul cu altul. Cel de-al treilea film prezintă doi frați din Gatlin care sunt forțați să locuiască în Chicago după ce tatăl lor moare; fratele mai mic, sub influența copiilor din porumb (He Who Walks Behind the Rows), începe să cultive porumb într-un lot abandonat în spatele noii sale case, provocând un dezastru. Cel de-al patrulea film se întoarce într-un oraș rural din Nebraska, unde un tânăr student la medicină încearcă să descopere ce boală misterioasă îi lovește pe copiii din orașul său  natal; cel de-al cincilea film prezintă un grup de tineri care întâlnesc copiii din porumb, conduși de un om, Ezekiel, când stau peste noapte într-o fermă abandonată. 

## Lansare și distribuție
Primul Children of the Corn (1984) a fost distribuit de New World Pictures, având premiera în cinematografe în primăvara anului 1984. Continuarea sa, The Final Sacrifice (1992), a fost achiziționat pentru distribuire de către Miramax, având premiera în cinematografe în ianuarie 1992 sub sigla companiei Miramax, Dimension Films.
După distribuirea de către Dimension a filmului Children of the Corn II: The Final Sacrifice, compania a cumpărat drepturile de autor asupra francizei și au fost lansate numeroase continuări direct-pe-video, începând cu Children of the Corn III: Urban Harvest, lansat în 1995. După lansarea Revelation în 2001, o refacere pentru televiziune a filmului original a fost comandată de către  Dimension, dar în cele din urmă a fost distribută via Fox 21 Television Studios pe canalul Syfy în 2009.
În 2011, al nouălea film al francizei, Genesis, a fost lansat direct-pe-video sub sigla Dimension's Extreme.

### Rezultate Box office
| Film                                         | Lansare SUA        | Buget      | Încasări Box office (USD) | Note            | Ref.   |
| -------------------------------------------- | ------------------ | ---------- | ------------------------- | --------------- | ------ |
| Children of the Corn                         | 9 martie 1984      | $800,000   | $14,568,989               |                 | [ 9 ]  |
| Children of the Corn II: The Final Sacrifice | 29 ianuarie 1993   | $900,000   | $6,980,986                |                 | [ 10 ] |
| Children of the Corn III: Urban Harvest      | 12 septembrie 1995 |            | N/A                       | Direct-to-video |        |
| Children of the Corn IV: The Gathering       | 8 octombrie 1996   |            | N/A                       | Direct-to-video |        |
| Children of the Corn V: Fields of Terror     | 21 iunie 1998      | $1,650,000 | N/A                       | Direct-to-video | [ 11 ] |
| Children of the Corn 666: Isaac's Return     | 19 octombrie 1999  |            | N/A                       | Direct-to-video |        |
| Children of the Corn: Revelation             | 9 octombrie 2001   | $2,500,000 | N/A                       | Direct-to-video | [ 12 ] |
| Children of the Corn                         | 26 septembrie 2009 | $4,500,000 | N/A                       | film TV         | [ 13 ] |
| Children of the Corn: Genesis                | 30 august 2011     |            | N/A                       | Direct-to-video |        |

### Home media
Întreaga franciză a fost lansată sub diverse formate home media. În timp ce toate cele nouă filme au fost lansate pe DVD, doar primele șapte filme au fost lansate pe VHS înainte ca formatul VHS să fie eliminat treptat. În plus, Children of the Corn (1984), Children of the Corn III: Urban Harvest, Children of the Corn V: Fields of Terror și Children of the Corn 666: Isaac's Return și Children of the Corn: Genesis au fost disponibile pe discuri Blu-ray.

## Legături externe
- Children of the Corn I, II, III, IV, V, VI, VII at the Internet Movie Database.